# Kaphalaseri
Kaphalaseri (nep. काफलासेरी) – gaun wikas samiti w zachodniej części Nepalu w strefie Seti w dystrykcie Bajhang. Według nepalskiego spisu powszechnego z 2011 roku liczył on 1051 gospodarstw domowych i 6692 mieszkańców (3372 kobiety i 3320 mężczyzn).